# ميخائيل جايلز
ميخائيل جايلز (بالإنجليزية: Michael Rex Giles)‏ هو طبال بريطاني، ولد في 1 مارس 1942 في Waterlooville ‏ في المملكة المتحدة.

## وصلات خارجية
- ميخائيل جايلز على موقع IMDb (الإنجليزية)
- ميخائيل جايلز على موقع ميوزك برينز (الإنجليزية)
- ميخائيل جايلز على موقع إن إن دي بي (الإنجليزية)
- ميخائيل جايلز على موقع أول ميوزيك (الإنجليزية)
- ميخائيل جايلز على موقع ديسكوغز (الإنجليزية)